# N-Methylglucaminantimonat
N-Methylglucaminantimonat ist ein Arzneistoff, der in der Behandlung aller Formen von Leishmaniose eingesetzt wird.
Es wurde 1988 in die Liste der unentbehrlichen Arzneimittel der Weltgesundheitsorganisation aufgenommen. In Deutschland und der Schweiz bestehen keine Zulassungen für N-methylglucaminantimonathaltige Arzneimittel.

## Darstellung und Gewinnung
Die Herstellung der Verbindung kann durch die Umsetzung von N-Methylglucamin mit Antimonpentachlorid oder Kaliumhexahydroxoantimonat(V) in wässrigem Medium erfolgen.

## Chemische Struktur
Die Struktur des vorliegenden Antimon(V)-Komplexes konnte lange Zeit nicht aufgeklärt werden. Untersuchungen mit aktuellen analytischen Methoden legen nahe, dass N-Methylglucaminantimonat als Gemisch verschiedener polymerer und zwitterionischer Strukturen vorliegt, wobei sich die Zusammensetzung im Festkörper von der in Lösung unterscheidet.

## Klinische Angaben
N-Methylglucaminantimonat wird nicht resorbiert und daher parenteral verabreicht (intramuskulär, subcutan). Es muss über Wochen angewendet werden. Dadurch können gerade bei Haustieren erhebliche Kosten entstehen. Der Arzneistoff ist recht toxisch und zu den Nebenwirkungen zählen unter anderem Erbrechen, Myalgie, Kopfschmerzen, Arthralgie und Thrombozytopenie. Beim Hund führt die Gabe zur Besserung klinischer Symptome, ein Rückfall ist aber nicht ausgeschlossen.
Bei fortgeschrittener Leishmaniose mit ausgeprägten Leberschäden und vorliegender Niereninsuffizienz ist die Prognose ungünstig und von einer Behandlung ist abzusehen.

## Pharmakologie
Der Wirkungsmechanismus ist ungeklärt. Diskutiert wird eine Hemmung der Glycolyse. Bei lang andauernder Therapie kann es zur Ausbildung einer Resistenz kommen. Die Metabolisierung erfolgt über drei Stadien und findet hauptsächlich in der Leber statt. Die Ausscheidung erfolgt renal.

## Handelsnamen
- Glucantime[11]

Aventis stellt Glucantime in der Größenordnung von 5 Millionen Ampullen pro Jahr her.